# فرودگاه تونگرن فنگ‌هوانگ
فرودگاه تونگرن فنگ‌هوانگ (به انگلیسی: Tongren Fenghuang Airport) یک فرودگاه همگانی با کد یاتا TEN است . این فرودگاه در کشور چین قرار دارد .

## شرکت‌های هواپیمایی و مقصدهای پروازی
| شرکت‌های هواپیمایی   | مقصدهای پروازی                                                                     |
| ------------------- | ---------------------------------------------------------------------------------- |
| هواپیمایی شرقی چین  | هانگجو ژیاشان، کونمینگ چانگشوی، شانگهای هونگچیائو فصلی: نانجینگ لوکو، سانن شوفانگ، |
| هواپیمایی جنوبی چین | پکن، بایون گوآنگجو                                                                 |
| اوکی ایرویز         | چانگشا هوانگهوا                                                                    |
| شاندونگ ایرلاینز    | زیامن گائوچی                                                                       |
| تیانجین ایرلاینز    | لانگ‌دونگ‌بائو گوئی‌یانگ                                                              |